# Avond

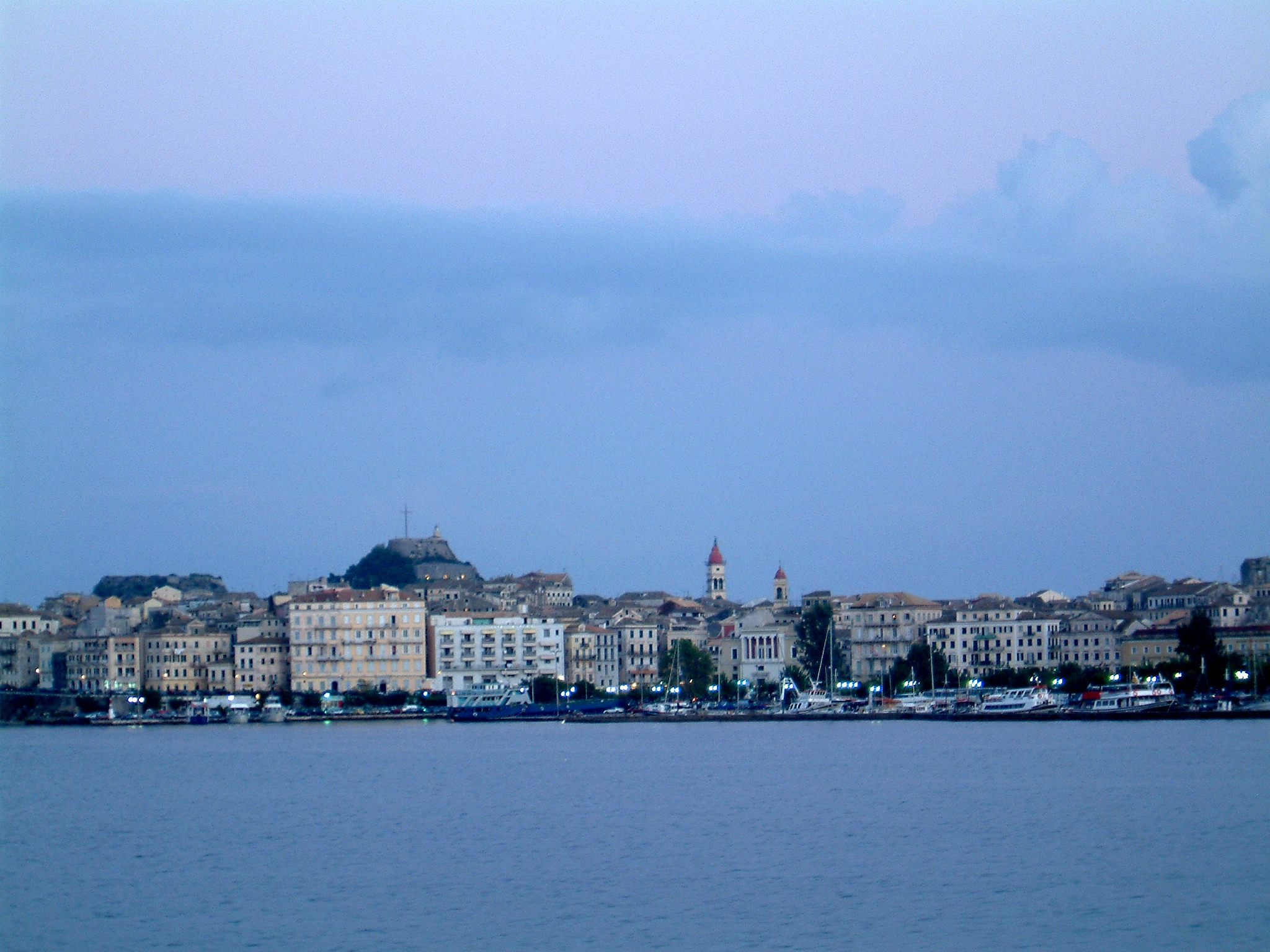
Begin van de avond (18.33 uur) bij Korfoe

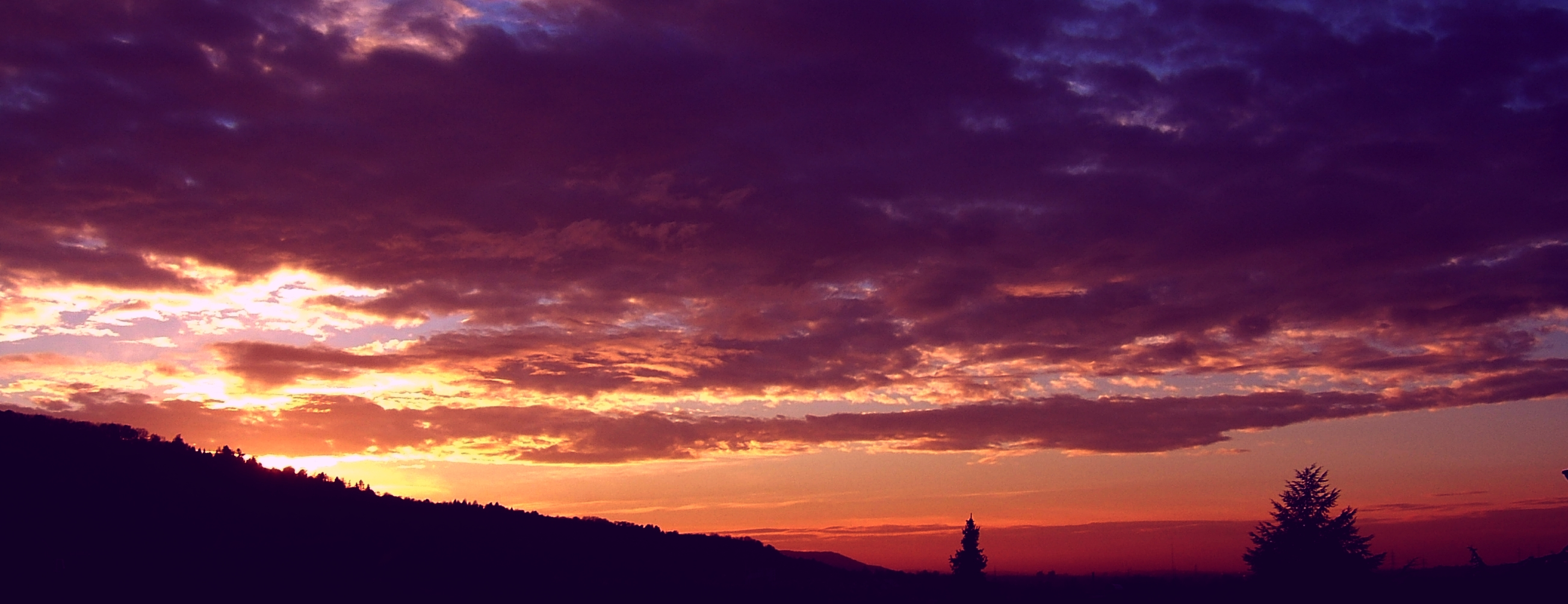
Avondrood door ondergaande zon

De avond is het laatste deel van de dag, in het algemeen de tijd tussen 18.00 en 24.00 uur.
In de Nederlandse wet, bijvoorbeeld in de Omgevingsregeling (behorend bij de Omgevingswet), is het begrip avondperiode gedefinieerd als de periode tussen 19.00 uur en 23.00 uur. Het gaat daarbij vaak om bepalingen gerelateerd aan geluidshinder.
Het woord avond kan ook duiden op een sociale gebeurtenis. Soms wordt dan de verkleinde vorm avondje gebruikt.